# Bossanova
Bossanova (ofte skrevet Bossa nova) er en musikform, der er en blanding af brasiliansk folkemusik (samba) og jazz. For det meste anvendes nylonstrenget guitar, der anslås med fingrene i en synkoperet, tilbagelænet rytme og en afslappet vokal, men også piano kan siges at have en grundlæggende rolle i bossanova. En populær komponist af bossanova-sange er Antonio Carlos Jobim, der blandt andet skrev "Garota de Ipanema".
Bossanova har sit udspring i Rios musikermiljø i slutningen af 1950'erne. Den skabtes af Vinicius de Moraes, Antônio Carlos Jobim og João Gilberto. 